# Pușkarivka, Verhnodniprovsk
Pușkarivka (în ucraineană Пушкарівка) este o comună în raionul Verhnodniprovsk, regiunea Dnipropetrovsk, Ucraina, formată numai din satul de reședință.

## Demografie
Componența lingvistică a satului Pușkarivka
     Ucraineană (94,22%)
     Rusă (5,52%)
     Alte limbi (0,21%)
Conform recensământului din 2001, majoritatea populației satului Pușkarivka era vorbitoare de ucraineană (94,22%), existând în minoritate și vorbitori de rusă (5,52%).